# Johannes Käbin
Johannes Käbin, w niektórych źródłach również Iwan Käbin (ur. 24 września 1905 w gminie Rannu we wschodniej Wironii, zm. 26 października 1999 w Tallinnie) – estoński komunista, I sekretarz Komunistycznej Partii Estonii (1950–1978) i przewodniczący Prezydium Rady Najwyższej Estońskiej SRR (1978–1983), Bohater Pracy Socjalistycznej (1975). 

## Życiorys
W 1910 roku przeprowadził się z rodziną do Petersburga, w którym pozostał również po rewolucji październikowej. W 1923 roku wstąpił do Komsomołu, a od 1927 roku należał do WKP(b). Pracował jako działacz partyjny w Leningradzie i Omsku oraz jako wykładowca w Moskwie. 
Po włączeniu Estonii w skład ZSRR powrócił do kraju, gdzie objął stanowisko zastępcy sekretarza KC KP(b)E ds. propagandy oraz dyrektora Instytutu Historii Partii w Tallinnie. 
W 1950 roku zastąpił Nikolaia Karotamma w roli I sekretarza Komunistycznej Partii (bolszewików) Estonii. Początkowo uchodził za zwolennika stalinizmu, jednak później stopniowo zdobywał sobie niezależną pozycję wobec Moskwy. 
Jako szef KPE zasiadał jednocześnie w KC KPZR (1952–1978). W 1978 roku, gdy funkcję I sekretarza KPE objął Karl Vaino, Käbina skierowano na stanowisko przewodniczącego Prezydium Rady Najwyższej Estońskiej SRR – formalnie pełnił więc aż do 1983 roku rolę głowy państwa.

## Odznaczenia
- Medal Sierp i Młot (1975)
- Order Lenina (pięciokrotnie)
- Order Czerwonego Sztandaru Pracy